# Grup de fântâni cu cumpănă din Tătaru
Grup de fântâni cu cumpănă din Tătaru este un ansamblu de monumente istorice aflat pe teritoriul satului Tătaru, comuna Dudești.